# Pd Matinggi Gut
Pd Matinggi Gut is een bestuurslaag in het regentschap Padang Lawas Utara van de provincie Noord-Sumatra, Indonesië. Pd Matinggi Gut telt 246 inwoners (volkstelling 2010).